# Van de Graaff (krater księżycowy)
Van de Graaff – formacja na powierzchni Księżyca składająca się z dwóch kraterów, przypominająca kształtem cyfrę 8, nie posiadająca wewnętrznej ściany oddzielającej.
Krater znajduje się na niewidocznej z Ziemi stronie Księżyca, na północno-wschodniej krawędzi Mare Ingenii. Na południowym wschodzie znajduje się krater Birkeland, na północy krater Aitken, a na wschodzie krater Nassau.
Południowo-zachodnia zewnętrzna ściana jest ukształtowana tarasowo, ale w środku jest przeważnie zniszczona. Dwa mniejsze kratery pokrywają południowo-wschodni brzeg, tuż obok krateru Birkeland. Wewnątrz także znajduje się kilka małych kraterów. Południowo-zachodnia część posiada główny szczyt podczas gdy północno-wschodnia jest bardziej gładsza.
Orbitalne badania Księżyca wykazały, że w sąsiedztwie tej formacji znajduje się lokalne pole magnetyczne, które jest silniejsze niż naturalne pole magnetyczne Księżyca. Jest to najprawdopodobniej oznaka obecności skały wulkanicznej pod powierzchnią. Krater wykazuje również nieco wyższą promieniotwórczość niż typowa księżycowa powierzchnia.

## Satelickie kratery
| Van de Graaff | Szerokość | Długość  | Średnica |
| ------------- | --------- | -------- | -------- |
| C             | 26,6° S   | 172,8° E | 20 km    |
| F             | 26,8° S   | 174,6° E | 20 km    |
| J             | 28,5° S   | 174,1° E | 25 km    |
| M             | 30,6° S   | 171,5° E | 19 km    |
| Q             | 27,6° S   | 171,3° E | 15 km    |